# Historic Scotland
A Historic Scotland (em gaélico escocês: Alba Aosmhor) foi uma agência executiva do Scottish Office e, mais tarde, do governo escocês de 1991 a 2015, responsável por salvaguardar o patrimônio construído da Escócia e promover sua compreensão e desfrute. [carece de fontes?]
Nos termos de um projeto de lei do Parlamento escocês publicado em 3 de março de 2014, a Historic Scotland foi dissolvida e suas funções transferidas para o Historic Environment Scotland (HES) em 1 de outubro de 2015. O HES também assumiu as funções da Royal Commission on the Ancient and Historical Monuments of Scotland.